# Liverbirds
 (février 2012).
Liverbirds est un album de Joey Cape et de Jon Snodgrass. Il est sorti le 1er avril 2010. Cet album est une auto-production des deux artistes.
À l'origine, l'album était seulement disponible à l'achat lors des concerts acoustiques de Joey Cape, Jon Snodgrass et Tony Sly en Europe en février 2010. Cependant il a été mis en vente dès le 1er avril 2010 sur leur site ainsi qu'en version numérique,.
L'album comporte des versions acoustiques des morceaux des groupes de Joey Cape: Lagwagon et Bad Astronaut et de ceux de Jon Snodgrass: Armchair Martian et Drag the River. Ils ont chacun contribué à 5 chansons, dont une inédite de Snodgrass Spiderman, Wolfman.

## Pistes
| No  | Titre                | Durée |
| --- | -------------------- | ----- |
| 1.  | "To All My Friends"  | 2:53  |
| 2.  | "Whipping Boy"       | 2:38  |
| 3.  | "Making Friends"     | 2:25  |
| 4.  | "Angry Days"         | 3:56  |
| 5.  | "Alien 8"            | 2:12  |
| 6.  | "Break Your Frame"   | 3:38  |
| 7.  | "Jessica's Suicide"  | 2:20  |
| 8.  | "Losing Everyone"    | 2:33  |
| 9.  | "Spiderman, Wolfman" | 2:20  |
| 10. | "Mexican Song"       | 2:33  |